# Gagrellula albitarsis
Gagrellula albitarsis is een hooiwagen uit de familie Sclerosomatidae.